# Производная Пеано
Производная Пеано ― одно из обобщений понятия производной.
Пусть имеет место равенство
{\displaystyle f(x)=a_{0}+a_{1}(x-x_{0})+\cdots +{\frac {a_{r}}{r!}}(x-x_{0})^{r}+\gamma (x)(x-x_{0})^{r}}
где {\displaystyle a_{0},a_{1},\dots ,a_{r}} ― постоянные и {\displaystyle \gamma (x)\to 0} при {\displaystyle x\to x_{0}} и {\displaystyle \gamma (x_{0})=0}. Тогда число {\displaystyle a_{r}} называется обобщенной производной Пеано порядка {\displaystyle r} функции {\displaystyle f} в точке {\displaystyle x_{0}}.
Обозначение: {\displaystyle f_{(r)}(x_{0})=a_{r}}, в частности {\displaystyle f_{(0)}(x_{0})=f(x_{0})}, {\displaystyle f_{(1)}(x_{0})=f'(x_{0})}.

## Свойства
- Если существует {\displaystyle f^{(r)}(x_{0})}, то существует и {\displaystyle f_{(k)}(x_{0})} для {\displaystyle k\leq r}.

- Если существует конечная обычная двусторонняя производная {\displaystyle f^{(r)}(x_{0})}, то {\displaystyle f_{(r)}(x_{0})=f^{(r)}(x_{0})}. Обратное неверно при {\displaystyle r>1}: для функции {\displaystyle f(x)=x^{n}D(x)}, где {\displaystyle D} — функция Дирихле все {\displaystyle f_{(r)}(0)=0} для {\displaystyle r<n} тогда как {\displaystyle f^{(r)}(0)} не определена для всех {\displaystyle r>1}.